# Rosół (utwór)
Rosół – utwór muzyczny Marii Peszek z 2008 roku. Muzykę utworu skomponował Andrzej Smolik, który także zajął się jego produkcją, natomiast tekst napisała Maria Peszek. Było to drugie nagranie, po utworze „Ciało”, promujące album Maria Awaria.

## Teledysk
Teledysk do utworu wyreżyserował Roy, natomiast autorem choreografii jest Cezary Tomaszewski. Klip pojawił się w serwisie YouTube 30 września 2008. Został on nominowany do nagrody Fryderyk w kategorii „wideoklip roku”.

## Pozycje na listach przebojów
| Lista przebojów                      | Pozycja |
| ------------------------------------ | ------- |
| Lista Przebojów Marka Niedźwieckiego | 10      |
| Lista przebojów Programu Trzeciego   | 6       |
| Radio Merkury                        | 6       |
| Szczecińska Lista Przebojów          | 10      |